# Josep Maria Roca i Bigas
Pour les articles homonymes, voir Roca et Bigas.
Roca  Bigas est un nom espagnol. Le premier nom de famille, en général paternel, est Roca ; le second, en général maternel, souvent omis, est Bigas.
Josep Maria Roca i Bigas, plus connu comme « Titi » Roca, né le 12 mai 1981 à Vic, est un ancien de rink hockey espagnol, qui joue toute sa carrière au Club Patí Vic. Il y commence lors de la saison 1998-1999 puis prend sa retraite à la fin de la saison 2014-2015, dont il est capitaine.

## Palmarès

### CP Vic
- 1 Coupe CERS (2000/01)
- 4 Coupe du Roi (1999, 2009, 2010 i 2015)[1]
- 1 Supercoupe d'Espagne (2009)

### Sélection de Catalogne
- 1 Golden Cup (2010)
- 1 Championnat d'Amérique (2010)

### Sélection d'Espagne
- 3 Championnat d'Europe (2006, 2008, 2010)
- 3 Championnat du Monde A (2007, 2009, 2011)